# Rajd Ypres 1989
Rajd Ypres 1989 (25. Ypres 24 Hours Rally) – 25. edycja rajdu samochodowego Rajd Ypres rozgrywanego w Belgii. Rozgrywany był od 23 do 25 czerwca 1989 roku. Była to dwudziesta trzecia runda Rajdowych Mistrzostw Europy w roku 1989 (rajd miał najwyższy współczynnik – 20) oraz piąta runda Rajdowych Mistrzostw Belgii..

## Klasyfikacja rajdu
| Miejsce                                         | Kierowca                                        | Pilot                                           | Samochód                                        | Czas                                            | Strata                                          |                                                 |
| Klasyfikacja generalna, ERC i mistrzostw Belgii | Klasyfikacja generalna, ERC i mistrzostw Belgii | Klasyfikacja generalna, ERC i mistrzostw Belgii | Klasyfikacja generalna, ERC i mistrzostw Belgii | Klasyfikacja generalna, ERC i mistrzostw Belgii | Klasyfikacja generalna, ERC i mistrzostw Belgii | Klasyfikacja generalna, ERC i mistrzostw Belgii |
| ----------------------------------------------- | ----------------------------------------------- | ----------------------------------------------- | ----------------------------------------------- | ----------------------------------------------- | ----------------------------------------------- | ----------------------------------------------- |
| 1.                                              | Robert Droogmans                                | Ronny Joosten                                   | Ford Sierra RS Cosworth                         | 3:50:35                                         | 0.0                                             |                                                 |
| 2.                                              | Marc Duez                                       | Alain Lopes                                     | BMW M3 E30                                      | 3:52:41                                         | +2:06                                           |                                                 |
| 3.                                              | Jean-Pierre van de Wauwer                       | Luc Manset                                      | Ford Sierra RS Cosworth                         | 3:56:55                                         | +6:20                                           |                                                 |
| 4.                                              | Piero Liatti                                    | Maurizio Imerito                                | Lancia Delta Integrale                          | 3:58:27                                         | +7:52                                           |                                                 |
| 5.                                              | Pascal Gaban                                    | Eddy Chevaillier                                | Lancia Delta Integrale                          | 4:02:58                                         | +12:23                                          |                                                 |
| 6.                                              | Erwin Doctor                                    | Theo Badenberg                                  | Ford Sierra RS Cosworth                         | 4:05:12                                         | +14:37                                          |                                                 |
| 7.                                              | Marc Soulet                                     | Philippe Willem                                 | BMW M3 E30                                      | 4:05:57                                         | +15:22                                          |                                                 |
| 8.                                              | John Bosch                                      | Kevin Gormley                                   | BMW M3 E30                                      | 4:09:13                                         | +18:38                                          |                                                 |
| 9.                                              | Pierre Dumoulin                                 | Jan Termote                                     | BMW M3 E30                                      | 4:13:05                                         | +22:30                                          |                                                 |
| 10.                                             | Omer Saelens                                    | Jeannick Breyne                                 | Ford Sierra RS Cosworth                         | 4:13:30                                         | +22:55                                          |                                                 |